# 榆林府
榆林府，中國清代的一個府，隸屬於陝西省。

榆林府在陕西省的位置（1820年）

雍正八年（1730年），清廷將原明代的榆林衛改劃為榆林府，隸屬陝西省，是延榆綏道之治所，府城設於榆林縣（今陝西省榆林市）。乾隆以後轄境大約為今陝西省横山县、佳县以北，长城以南的地方。1913年北洋政府將之廢除。
考語：衝、繁、難。初沿明制，置東、中、西三路道。康熙元年，省西路入中。雍正九年，改中為榆葭道，東為延綏鄜道。乾隆二十六年改。總兵同駐。明曰榆林衞。雍正九年，改置榆林府，並置榆林、懷遠、定邊、靖邊四縣。乾隆初，改定邊縣、靖邊縣屬延安府，葭州直隸州降州，暨所隸神木縣、府谷縣二縣來隸。領州一，縣四：榆林縣、懷遠縣、神木縣、府谷縣、葭州。